# Grotte du Grand Roc
Grotte du Grand Roc is een bekende druipsteengrot vlak bij Les Eyzies in de Dordogne (departement) in Frankrijk.
De grot is in 1924 ontdekt door J. Maury. De grot heeft verschillende zalen. Er zijn stalactieten en stalagmieten.